# Jerry Weintraub
Jerome Charles Weintraub (ur. 26 września 1937 w Nowym Jorku, zm. 6 lipca 2015 w Santa Barbara) – amerykański producent filmowy, telewizyjny i wykonawczy, łowca talentów, organizator koncertów i aktor filmowy. Był czterokrotnie nominowany do Nagrody Emmy.

## Życiorys

### Wczesne lata
Urodził się 26 września 1937 roku w Brooklynie w żydowskiej rodzinie i wychowywał się w Bronksie. Jego ojciec Samuel Weintraub zajmował się sprzedawaniem klejnotów. Pracował jako kelner w Catskills.

### Kariera
Jego kariera rozpoczęła się w 1970 roku, kiedy zaczął pracować w show-biznesie jako agent. Zajmował się karierą nieznanego piosenkarza Johna Denvera, organizował mu koncerty, udział w programach telewizyjnych oraz filmach, w tym O mój Boże! (1977). Weintraub został wtedy uznany za twórcę historii show-biznesu. Był pierwszą osobą, która organizowała i zarządzała trasami koncertowymi dla piosenkarzy na dużych arenach. Weintraub prowadził trasy koncertowe z takimi muzykami jak m.in. Elvis Presley, Frank Sinatra, The Four Seasons, Neil Diamond, Bob Dylan, Led Zeppelin, Three Dog Night oraz The Carpenters.
Po kilku latach organizowania koncertów zaczął pracować także jako producent filmowy. Pierwszym wyprodukowanym przez Weintrauba filmem był Nashville (1975) w reżyserii Roberta Altmana. Weintraub wyprodukował tak dochodowe hity kinowe, jak m.in.: Karate Kid (1984), Karate Kid II (1986), Karate Kid III (1989), Karate Kid IV: Mistrz i uczennica (1994), Ocean’s Eleven: Ryzykowna gra (2001), Ocean’s Twelve: Dogrywka (2004), Ocean’s Thirteen (2007) oraz remake Karate Kid (2010). Weintraub był także producentem wykonawczym seriali i filmów HBO: Wielki Liberace (2013) i Świat w opałach (2015).
Był również założycielem dwóch firm produkcyjnych, w tym Jerry Weintraub Productions i Weintraub Entertainment Group.
W 2011 powstał film dokumentalny o życiu Weintrauba pt. Jerry Weintraub: Producent-legenda w reżyserii Douglasa McGratha.

### Życie prywatne
Pierwszą żoną Weintrauba była Janice Ivy Greenberg, z którą był żonaty od 1961 roku do rozwodu w 1964.
W 1965 roku ożenił się z byłą piosenkarką Jane Morgan, był z nią żonaty aż do jego śmierci. Miał czwórkę dzieci: Julie, Michaela, Jamiego, Jodyego, Joe i Josha.

### Śmierć
Zmarł 6 lipca 2015 roku w wieku 77 lat w mieście Santa Barbara, w stanie Kalifornia z powodu zatrzymania krążenia. Został pochowany na cmentarzu Hillside Memorial Park w Culver City w Kalifornii.

## Filmografia

### Producent
- 1975: Nashville
- 1977: 30 września 1955
- 1977: O mój Boże!
- 1980: Zadanie specjalne
- 1981: Niepokorni
- 1982: Diner
- 1984: Karate Kid
- 1984: The Cowboy and The Ballerina
- 1986: Karate Kid II
- 1987: Szczęśliwego Nowego Roku
- 1988: Moja macocha jest kosmitką
- 1989: Karate Kid III
- 1989: Bogowie muszą być szaleni 2
- 1992: Sielska kraina
- 1994: Specjalista
- 1994: Karate Kid IV: Mistrz i uczennica
- 1997: W krzywym zwierciadle: Wakacje w Vegas
- 1998: Żołnierz przyszłości
- 1998: Bracia Newton
- 1998: Rewolwer i melonik
- 2000: Niezależny
- 2001: Ocean’s Eleven: Ryzykowna gra
- 2004: Ocean’s Twelve: Dogrywka
- 2007: Ocean’s Thirteen
- 2007: Nancy Drew i tajemnice Hollywood
- 2010: Karate Kid
- 2016: Tarzan: Legenda